# Paraliparis aspersus
Paraliparis aspersus är en fiskart som beskrevs av Anatoly Petrovich Andriashev 1992. Paraliparis aspersus ingår i släktet Paraliparis och familjen Liparidae. Inga underarter finns listade i Catalogue of Life.